# 周汝礪
周汝礪（？—？），字若金，直隸蘇州府崑山縣人，民籍，明朝政治人物，隆慶丁卯應天鄉試解元，萬曆丁丑進士。官至南京禮部主事。

## 生平
隆庆元年（1567年）丁卯科應天鄉試第一名，萬曆五年，登進士第二甲第三十八名。官南京礼部主事。

## 佚事
《萬曆野獲編》載其在湖州南潯董道醇家開館教書，從此沉迷男色之事。

## 家族
曾祖父周京，曾任府通判；祖父周枳；父親周允中。母唐氏。

## 參看
- 明朝解元列表